# Покољ у Потаватомију
Покољ у Потаватомију (енгл. Pottawatomie Massacre) се одиграо у ноћи 24. маја и јутро 25. маја 1856. Као реакција на пустошење Лоренса (Канзас) од стране снага које су се залагале за робовласништво, Џон Браун и банда аболиционистичких насељеника је убила пет проробовласничких насељеника, северно од потока Потаватоми у округу Френклин, Канзас. Ово је један од многих крвавих догађаја у Канзасу, који је претходио Америчком грађанском рату. Ови догађаји су познати као Крвави Канзас.

## Позадина
Џона Брауна је посебно погодило пустошење Лоренса, у коме је шерифов одред уништио новинску редакцију, приватне куће и хотел, као и брутално пребијање антиробовласничког сенатора Чарлса Самнера од стране Престона Брукса. (Самнер је одржао дерогативан и увредљив говор пред Сенатом Сједињених Држава, и у знак освете, Брукс га је ишибао скоро на смрт.)
Ово насиље је прослављала проробовласничка штампа, попут Б. Ф. Стрингфелоуа (енгл. B. F. Stringfellow) из новаина Squatter Sovereign, који је истицао да су проробовласничке снаге одлучне да одбију ову северњачку инвазију, и да направе од Канзаса робовласничку државу; све и да наше реке буду прекривене крвљу њихових жртава а лешеви аболициониста буду толико бројни на овој територији да доведу до заразе и болести, нећемо устукнути од наше намере. Браун је био бесан због насиља проробовласничких снага, али и због онога шта је схватио као слаб и кукавички одговор антиробовласничких партизана и фри-стејтерских насељеника, које је описао као кукавице, или још горе.

## Литератута
- Reynolds, David S. (2005). John Brown, Abolitionist: The Man Who Killed Slavery, Sparked the Civil War, and Seeded Civil Rights.  978-0-375-41188-5.